# أليكس بارون
أليكس بارون (بالإنجليزية: Alex Barron)‏ مواليد 11 يونيو 1970 في سان دييغو، هو سائق فورملا 1 أمريكي.

## سباقات شارك فيها
- البطولة الأمريكية لسباق السيارات
- سلسلة إندي كار
- إنديانابوليس 500

## روابط خارجية
- أليكس بارون على موقع Racing-Reference.info (الإنجليزية)
- أليكس بارون على موقع DriverDB.com (الإنجليزية)